# 무릉원
무릉원(중국어: 武陵源, 병음: Wǔlíng Yuán 우링위안[*])은 후난성 서북부의 무릉산맥을 타고, 장자제 시에 있다. 장자제 국가삼림공원, 삭계곡자연보호구, 천자산자연보호구 등의 지역으로 된 자연보호구의 총칭이다. 1992년 유네스코의 세계자연유산에 등록되었다.

## 개요
무릉원은 한 폭의 동양화를 펼친듯한 바로 그 풍경이다. 나란히 선 바위의 독특한 경관이 알려져 유명세를 타게 되었다. 그 독특한 바위는 석영에서 나오고, 석영 함유률은 75%~95%에 이른다. 그 돌기둥의 대부분이 200m 이상이고, 300m 이상인 것도 존재한다. 석영 이외 일부는 카르스트 지형의 석회암에서 나온 것도 있고, 40여 개의 동굴이 확인되고 있다.
식물군도 풍부하다. 중국 제1급 보호식물이 4종, 제2급이 40여 종이 확인되고 있다. 동물은 28종 국가급 보호동물이 확인되고 있다．
이곳은 한나라의 황제가 여기에 살다가 죽었다는 전설도 있다．

## 자연보호구
무릉원은 4대 풍경구의 조합으로 해서 그 아름다움이 절정에 다라랐다.
- 장가계국가삼림공원(张家界国家森林公园)
- 삭계곡(索溪峪)
- 천자산(天子山)
- 양가계(杨家界)

## 같이 보기
- 중국세계유산